# Šišići, Kotor
Šišići este un sat din comuna Kotor, Muntenegru. Conform datelor de la recensământul din 2003, localitatea are 94 de locuitori (la recensământul din 1991 erau 66 de locuitori).

## Demografie
În satul Šišići locuiesc 78 de persoane adulte, iar vârsta medie a populației este de 43,6 de ani (42,1 la bărbați și 45,1 la femei). În localitate sunt 27 de gospodării, iar numărul mediu de membri în gospodărie este de 3,48.
Această localitate este populată majoritar de sârbi (conform recensământului din 2003).
|  |

| Demografie | Demografie | Demografie |
| An         | Locuitori  | Locuitori  |
| ---------- | ---------- | ---------- |
|            |            |            |
|            |            |            |
|            |            |            |
|            |            |            |
| 1948       | 373        |            |
| 1953       | 369        |            |
| 1961       | 364        |            |
| 1971       | 338        |            |
| 1981       | 252        |            |
| 1991       | 66         | 66         |
| 2003       | 94         | 94         |

| \| Componența etnică conform recensământului din 2003[2] \| Componența etnică conform recensământului din 2003[2] \| Componența etnică conform recensământului din 2003[2] \| Componența etnică conform recensământului din 2003[2] \| Componența etnică conform recensământului din 2003[2] \| \| ----------------------------------------------------- \| ----------------------------------------------------- \| ----------------------------------------------------- \| ----------------------------------------------------- \| ----------------------------------------------------- \| \| \| \| \| \| \| \| Sârbi \| Sârbi \| \| 67 \| 71,27% \| \| Muntenegreni \| Muntenegreni \| \| 16 \| 17,02% \| \| necunoscută \| necunoscută \| \| 0 \| 0% \| |              |  |    |        |
| Componența etnică conform recensământului din 2003 |              |  |    |        |
| |              |  |    |        |
| Sârbi | Sârbi        |  | 67 | 71,27% |
| Muntenegreni | Muntenegreni |  | 16 | 17,02% |
| necunoscută | necunoscută  |  | 0  | 0%     |